# گذرگاه مرزی ماهیرود
گذرگاه مرزی ماهی‌رود یک گذرگاه مرزی بین ایران و افغانستان است که در شهرستان سربیشه استان خراسان جنوبی قرار دارد. این گذرگاه در ۲۰ کیلومتری روستای ماهی‌رود واقع است و با بیرجند ۱۹۰ کیلومتر و با شهر فراه افغانستان ۱۲۰ کیلومتر فاصله دارد.
نام این مرز در کشور افغانستان، مرز ابونصر فراهی می‌باشد. این گذرگاه مرزی بخشی از منطقه ویژه اقتصادی خراسان جنوبی است.

## تاریخچه
مرز ماهی‌رود در گذشته روی مسیر جاده ابریشم قرار داشته و از رونق خوبی برخوردار بوده‌است. ساختمان قدیمی و متروکهٔ گمرک درح با قدمت نزدیک به یک قرن، در درح در نزدیکی ماهی‌رود واقع است که متعلق به دورهٔ قاجار است.

## تبدیل شدن به مرز رسمی
این مرز در خردادماه ۱۳۸۶، به‌عنوان مرز رسمی شناخته شد و سایت موقت پایانه مرزی میل ۷۸ با حضور استاندار خراسان جنوبی و هیئت اعزامی افغانستان افتتاح شد.
نام این پایانهٔ مرزی که در ابتدا میل ۷۸ بود، در سال ۱۳۸۹ به پایانهٔ مرزی ماهی‌رود تغییر نام پیدا کرد.
همچنین ۱۰ خرداد ۱۳۹۵ سایت دائم پایانه مرزی ماهی‌رود در زمینی به مساحت ده هکتار با حضور رئیس سازمان راهداری، استاندار خراسان جنوبی و والی ولایت فراه افتتاح شد.

## گمرک و بازارچه مرزی
گمرک ماهی‌رود تیرماه سال ۱۳۸۸ فعالیت رسمی خود را آغاز کرد. همزمان بازارچه مرزی ماهی‌رود نیز در زمینی به مساحت ۱۵ هکتار افتتاح و جایگزین بازارچه مرزی میل ۷۵ شد.